# Moustafa Heiba
Moustafa Amir Heiba (Alejandría, 17 de diciembre de 1996) es un jugador de balonmano egipcio, naturalizado catarí, que juega de central. Es internacional con la selección de balonmano de Catar.
Fue nombrado MVP del Campeonato Asiático de Balonmano Masculino de 2024.

## Palmarés internacional
| Juegos Asiáticos    | Juegos Asiáticos | Juegos Asiáticos | Juegos Asiáticos |
| Año                 | Lugar            | Medalla          |                  |
| ------------------- | ---------------- | ---------------- | ---------------- |
| 2022                | Hangzhou         | Medalla de oro   |                  |
| Campeonato Asiático |                  |                  |                  |
| Año                 | Lugar            | Medalla          |                  |
| 2022                | Dammam           | Medalla de oro   |                  |
| 2024                | Baréin           | Medalla de oro   |                  |